# Vanga de Crossley
El vanga de Crossley (Mystacornis crossleyi) és un ocell de la família dels vàngids (Vangidae) i única espècie del gènere Mystacornis Sharpe, 1870.

## Hàbitat i distribució
Habita el terra de la selva pluvial de Madagascar oriental.